# Šošana Arbeli-Almozlino
Šošana Arbeli-Almozlino (hebrejsky שושנה ארבלי-אלמוזלינו‎‎, 26. ledna 1926 – 12. června 2015) byla izraelská politička a poslankyně Knesetu, která v letech 1986 až 1988 zastávala post ministryně zdravotnictví v izraelské vládě.

## Biografie
Narodila se v iráckém Mosulu. V mládí byla v Iráku členkou židovské mládežnické organizace he-Chaluc a byla zatčena iráckými úřady pro své sionistické aktivity. Před podniknutím alije do britské mandátní Palestiny v roce 1947 studovala na pedagogické škole. Roku 1947 přesídlila do britské mandátní Palestiny, krátce žila v kibucu Sde Nachum a v roce 1949 patřila mezi zakladatele kibucu Neve Ur.
V roce 1948 vstoupila do strany Achdut ha-avoda a stala se členkou stranického sekretariátu v Ramat Ganu/Giv'atajim. V letech 1952 až 1957 pracovala jako koordinátorka ženského oddělení úřadu práce v Ramat Ganu a dva další roky jako koordinátorka sekce mládeže stejného institutu.
V letech 1959 až 1966 byla členkou sekretariátu rad pracujících a předsedala oddělení pro školení a zaměstnanost. Později byla též členkou rady odborového svazu Histadrutu a rady ženské organizace Na'amat.
V roce 1965 se neúčastnila parlamentních voleb, avšak již v lednu 1966 se stala poslankyní poté, co dva poslanci Ma'arachu (aliance Achdut ha-Avody a Mapaje) rezignovali na své poslanecké mandáty. Svůj post následně obhájila ve volbách v letech 1969, 1973, 1977, 1981 a 1984. V září 1984 byla jmenovaná náměstkyní ministra zdravotnictví. Ve vládě vytvořené v říjnu 1986 se stala ministryní zdravotnictví, a to až do voleb v roce 1988, v nichž sice uhájila svůj poslanecký mandát, ale přišla o místo ve vládě. O poslanecký mandát přišla ve volbách v roce 1992, a to po 26 letech v Knesetu.
Zemřela v červnu 2015 v nemocnici Ichilov v Tel Avivu.